# Air Kazakhstan

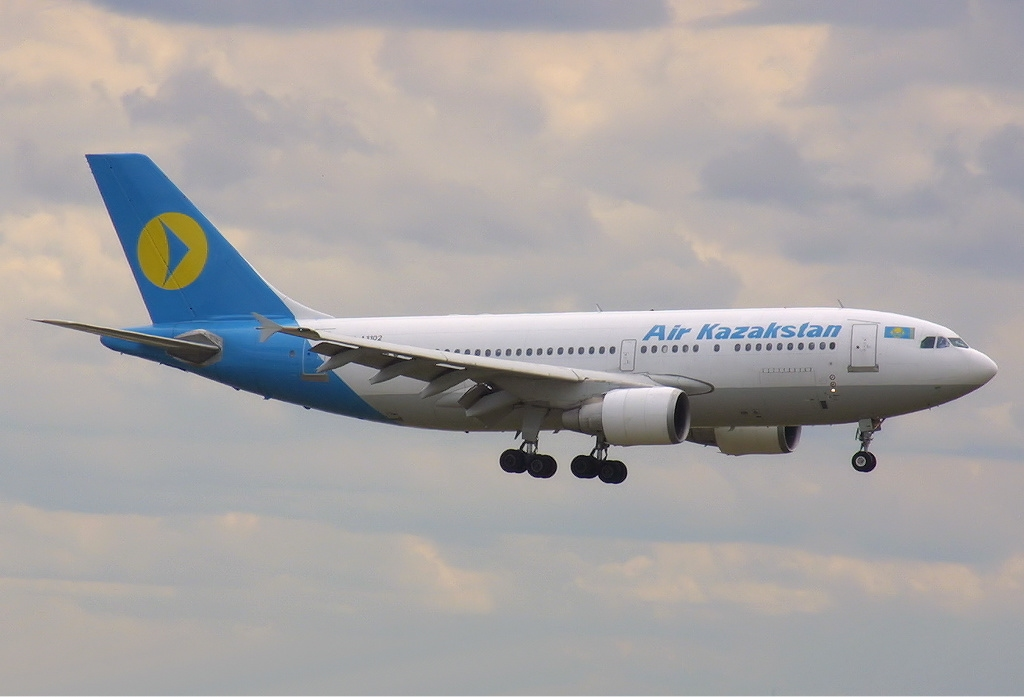
A310 de la compagnie Air Kazakhstan

Air Kazakhstan (code AITA 9Y - code OACI KZK) était une compagnie aérienne du Kazakhstan qui a été placée en banqueroute en 2004.
Elle a été remplacée comme compagnie nationale par Air Astana.